# 흑산초등학교 흑산동분교
흑산초등학교 흑산동분교는 대한민국 전라남도 신안군에 있는 공립 초등학교이다.

## 학교 연혁
- 1950년 4월 18일 흑산동국민학교 개교
- 1967년 4월 1일 도서벽지학교 '갑'급 지정
- 1975년 8월 1일 도서벽지학교 '갑'급 재지정
- 1979년 2월 1일 도서벽지학교 '특'급 조정
- 1982년 3월 1일 도서벽지학교 '갑'급 조정
- 1986년 1월 1일 도서벽지학교 '가'급 조정
- 1993년 9월 1일 흑산국민학교 흑산동분교장 격하 편입
- 1996년 3월 1일 흑산초등학교 흑산동분교 개칭

## 참고 자료
- 흑산초등학교흑산동분교장 - 한국교육학술정보원 학교알리미